# Orobanche gigantea
Orobanche gigantea är en snyltrotsväxtart som först beskrevs av Günther von Mannagetta und Lërchenau Beck, och fick sitt nu gällande namn av Nikolai Fedorovich Gontscharow. Orobanche gigantea ingår i släktet snyltrötter, och familjen snyltrotsväxter. Inga underarter finns listade i Catalogue of Life.